# Godečevo
Godečevo (cyr. Годечево) – wieś w Serbii, w okręgu zlatiborskim, w gminie Kosjerić. W 2011 roku liczyła 513 mieszkańców.